# اجتياح جزر كوريل
اجتياح جزر كوريل أو عملية إنزال جزر كوريل (بالروسية: Курильская десантная операция)، هي معركة عسكرية في أواخر الحرب العالمية الثانية بين القوات اليابانية وبين القوات السوفيتية، حدثت بتاريخ 18 أغسطس سنة 1945م، واستسلمت اليابان بتاريخ 1 سبتمبر سنة 1945م.